# Vila do Ibo
Vila do Ibo ist ein Ort in Mosambiks nordöstlichsten Provinz Cabo Delgado.

## Geographie
Vila do Ibo liegt im Distrikt Ibo auf der Insel Ibo.

## Bevölkerung
Ibo zählt 3054 Einwohner (Volkszählung 1997).

## Tourismus
Hauptsehenswürdigkeit ist das Fort São João, das die letzten Jahre vor der Unabhängigkeit als Gefängnis diente. Daneben gibt es zwei kleinere, jüngere Forts sowie eine katholische Kirche, die aber nicht mehr in Gebrauch ist. Auf der Insel befinden sich zwei Hotels und ein kleiner Flughafen (Airport code IBO).